# Svastra detecta
Svastra detecta là một loài Hymenoptera trong họ Apidae. Loài này được Holmberg mô tả khoa học năm 1884.